# Leontiasis ossea
 Mise en garde médicale
Leontiasis ossea, également connu sous le nom de leontiasis, est une affection médicale rare, caractérisée par une hyperostose craniofaciale. Ce n'est pas une maladie en soi, mais le symptôme d'autres maladies, notamment la maladie de Paget, la dysplasie fibreuse, l'hyperparathyroïdie et l'ostéodystrophie rénale,.
La forme la plus commune atteint l'un ou l'autre maxillaire, sa taille augmentant progressivement et empiétant ainsi sur les cavités de l'orbite, de la bouche, du nez et de ses sinus accessoires. L'exophtalmie se développe progressivement, se poursuivant par une perte complète de la vue due à la compression du nerf optique par la prolifération osseuse. Des interférences avec la respiration nasale et avec l'alimentation peuvent également se manifester. Dans la forme un peu moins fréquente de cette maladie rare, la prolifération osseuse affecte tous les os crâniens ainsi que ceux de la face, les sens étant perdus un à un et la mort résultant finalement de la pression cérébrale.
Un diagnostic réalisé tôt et un bon traitement permet de prévenir l’aggravation des déformations osseuses.